# Anh đào Van
Van là một giống cây anh đào có nguồn gốc từ Canada.

## Lịch sử canh tác
Giống cây Van có nguồn gốc từ sự thụ phấn mở của một cây "Empress Eugenie". Nó được phát triển ở Summerland, British Columbia tại Trạm nghiên cứu Summerland. Sự thu phấn bắt đầu vào năm 1936, được chọn vào năm 1942 và được giới thiệu vào năm 1944, với cây kết quả được đặt tên để vinh danh nhà làm vườn JR Van Haarlen. Anh đào Van là một trong những giống bố mẹ của anh đào Lapins.

## Đặc điểm cây
Cây anh đào Van rất khỏe mạnh, mạnh mẽ và mang quả nặng, nhưng đôi khi việc quá tải có thể khiến nó tạo ra những quả nhỏ. Giống như hầu hết các giống anh đào, Van là không tự tương thích; nó có thể được thụ phấn bởi nhiều giống anh đào khác, bao gồm Bing, Montmorency và Stella, trong số những loại khác. Anh đào Van nở khoảng 3 ngày trước Bing.

## Đặc điểm quả
Anh đào Van sản xuất quả vào giữa mùa, chín khoảng 3 ngày trước Bing. Quả của nó có kích thước trung bình, thịt màu đỏ sẫm và da đen, và có hương vị ngọt ngào.

## Vùng trồng trọt
Ngoài Canada và khu vực Tây Bắc Thái Bình Dương của Hoa Kỳ, Van cũng được trồng ở Úc.